# Новая Деревня (Егорлыкский район)
Но́вая Дере́вня — хутор в Егорлыкском районе Ростовской области.
Входит в состав Объединенного сельского поселения.

## География
Хутор расположен на реке Терновой (бассейн Еи).

## Население
| 1989 | 2002 | 2010 |
| ---- | ---- | ---- |
| 158  | ↗227 | ↘220 |

## Улицы
На хуторе имеется одна улица: Деревенская.